# Kučer
Kučer je naseljeno mjesto u Republici Hrvatskoj u Zagrebačkoj županiji. 

## Zemljopis
Administrativno je u sastavu općine Krašić. Naselje se proteže na površini od 1,19 km².

## Stanovništvo
Prema popisu stanovništva iz 2001. godine u Kučeru živi 49 stanovnika i to u 16 kućanstava. Gustoća naseljenosti iznosi 41,18 st./km².
| broj stanovnika | 38    | 47    | 56    | 53    | 42    | 54    | 68    | 88    | 102   | 98    | 88    | 82    | 73    | 51    | 49    | 32    | 28    |
|                 | 1857. | 1869. | 1880. | 1890. | 1900. | 1910. | 1921. | 1931. | 1948. | 1953. | 1961. | 1971. | 1981. | 1991. | 2001. | 2011. | 2021. |